# Juan Ponte
Juan Ponte (Oviedo, 8 de octubre de 1983) es un profesor y político asturiano, militante de Izquierda Unida. Fue concejal de cultura de Mieres entre 2015 y 2023. Desde diciembre de 2023 es director general de Agenda 2030 en el Gobierno de Asturias.

## Biografía
Juan Antonio González Ponte nació en Oviedo (Asturias) en 1983, si bien sus orígenes familiares están en Mieres y en la cuenca del Caudal. Se licenció en Filosofía por la Universidad de Oviedo y tiene un Máster en Estudios Sociales de la Ciencia y la Tecnología por la misma universidad. Desde 2016 es profesor de Filosofía en el sistema público de educación del Principado de Asturias, consiguiendo plaza en el IES Pérez de Ayala (Oviedo). También ha sido profesor en una academia de música en Gijón. Es militante del Partido Comunista de Asturias y de Izquierda Unida de Asturias.

### Como concejal de cultura de Mieres (2015-2023)
En las elecciones municipales de mayo de 2015 Juan Ponte fue incluido 11º en la lista electoral de Izquierda Unida al Ayuntamiento de Mieres. La candidatura, liderada por Aníbal Vázquez, consiguió 12 concejales de 21, por lo que Ponte fue electo concejal del Ayuntamiento durante la Corporación 2015-2019. Durante esta corporación participó en el gobierno del concejo como concejal de Cultura, Empleo y Promoción Económica. Fue reelecto en las elecciones municipales de 2019 para la Corporación 2019-2023. En esta corporación ocupó la concejalía de Cultura, Turismo y Participación Ciudadana y el área de Servicios a la Ciudadanía, lo que incluyó a buena parte de la capacidad ejecutiva del Ayuntamiento. En ese periodo destacó la predominancia que adquirió Mieres en el mapa cultural asturiano, donde se incluyó la habilitación del Pozo Santa Bárbara como centro cultural. En las elecciones municipales de mayo de 2023 Ponte obtuvo una tercera reelección como concejal, sin embargo, no recogió el acta de concejal y abandonó el Ayuntamiento de Mieres tras 8 años como concejal. Se sospesó que fuera el candidato por Asturias de Sumar en las elecciones generales de julio de 2023, lo que finalmente no se produjo, al encabezar la candidatura Rafael Cofiño.

### Director general de Agenda 2030 (desde 2023)
Tras las elecciones autonómicas de 2023 la coalición Convocatoria por Asturias establece un gobierno de coalición con la FSA-PSOE: el Segundo Gobierno Barbón. A Izquierda Unida se le otorga una consejería de gran tamaño, con 7 direcciones generales, bajo la supervisión de Ovidio Zapico. Una de estas direcciones es Agenda 2030, siendo Ponte nombrado director general, con el objetivo de difundir los contenidos y metas de los Objetivos de Desarrollo Sostenible y velar por su cumplimiento.

### Otra actividad política
En 2019 Juan Ponte ocupó el segundo puesto de la candidatura de Unidas Podemos a las elecciones generales de abril y noviembre. En ambos comicios sólo resultó elegida Sofía Castañón (Podemos), por lo que Ponte no fue elegido diputado del Congreso de los Diputados.
En septiembre de 2020 lideró la lista de una nueva Coordinadora para IU Asturias, con la intención de convertirse en coordinador general de Izquierda Unida de Asturias, al considerar que era la dirección elegida en febrero de ese año era "ilegítima". El 26 de septiembre de 2020 sucedió la votación. La candidatura de Ponte obtuvo el 39,2% de los votos y la del sector oficial, representada por Ovidio Zapico, el 60,8%, siendo confirmado como coordinador.
En marzo de 2021 fue elegido secretario de formación de Izquierda Unida a nivel estatal.

## Como autor
Juan Ponte ha publicado un ensayo filosófico: El capitalismo no existe (2024).